# Trischalis aureoplagiata
Trischalis aureoplagiata är en fjärilsart som beskrevs av Rothschild 1913. Trischalis aureoplagiata ingår i släktet Trischalis och familjen björnspinnare. Inga underarter finns listade i Catalogue of Life.